# LIV. Armeekorps (Wehrmacht)
Das Generalkommando LIV (54. Armeekorps) war ein Verband der deutschen Wehrmacht, welches  im Zweiten Weltkrieg ab Juni 1941 an der südlichen (in Bessarabien und auf der Krim) und ab Oktober 1942 an der nördlichen Ostfront (vor Leningrad) eingesetzt wurde.

## Geschichte
Das Generalkommando LIV wurde am 1. Juni 1941 bei der deutschen Militärmission in Rumänien aufgestellt, um dort als Stütze für die rumänische Armee zu fungieren. Der erste Kommandierende General wurde General der Kavallerie Erik Oskar Hansen, zuvor Chef der deutschen Heeresmission, der nur wenig Vertrauen in die rumänischen Verbündeten hatte und diese als „unbrauchbar für schwierige Offensivaktionen“ abqualifizierte.
Zwischen Januar und Oktober 1943 wurde das Generalkommando auch als Gruppe Hilpert und im Januar 1944 als Gruppe Sponheimer bezeichnet. Am 2. Februar 1944 wurde das Generalkommando LIV in Armeeabteilung Narwa umbenannt.

### 1941
Zu Beginn des Unternehmen Barbarossa stand das LIV. A. K. als Rückhalt an der Naht zwischen der rumänischen 3. und 4. Armee, verblieb aber nominell der deutschen 11. Armee (Generaloberst von Schobert) unterstellt. Neben der deutschen 50. und 170. Infanterie-Division waren dem Korps auch eine rumänische Grenzschutz-Division zugeteilt. Am 30. Juni wurde von den Verbündeten östlich von Huși ein Brückenkopf über den Pruth vorbereitet, aus dem ab 2. Juli die Invasion nach Bessarabien erfolgte.  Ziel der 11. Armee war es, im Zusammenwirken mit dem Südflügel der 17. Armee die sowjetische Truppen im Raum Kamenez Podolski und Winniza einzukreisen und in der zweiten Etappe die südliche Ukraine von der roten Armee zu säubern und die Schwarzmeerküste bis zur Krim zu sichern.
Eine Woche zuvor, am 25. Juni, hatte die STAVKA an der moldawischen Grenze ein neues Kommando, die Südfront etabliert, wobei die selbständige 9. Armee (General Tscherewitschenko) nun durch die 18. Armee verstärkt wurde. Im Gegenangriff sollte eine Linie zwischen den Flüssen Pruth und Dnjestr gehalten werden.
Die 50. Infanterie-Division (Generalleutnant Karl-Adolf Hollidt) ging bei Tiraspol über den Dnjestr vor. Am 16. Juli nahm die 170. Infanterie-Division (Generalleutnant Walter Wittke) Kischinew ein, der Dnjestr-Übergang wurde erreicht und die Stalinlinie bis 18. Juli zwischen Gangura und Dubossary überwunden. Am 18. Juli wurde der Dnjestr auch bei Mogilew-Podolski überschritten, die rote 18. Armee (General Smirnow) war gezwungen, sich aus dem dortigen befestigten Raum zurückzuziehen.
Nach dem Einmarsch in die Südukraine wurde der Bug-Abschnitt am 23. August überschritten. Während die 50. I.D. im Raum Nikolajew vorerst als Sicherung zurückblieb, erzwangen die neu unterstellte 72. und 73. Infanterie-Division Anfang September im Raum Cherson den Dnjepr-Übergang. Nach der Sicherung von Nikopol wurde der Vormarsch auf die Krim angetreten. Den Zugang auf die Halbinsel verteidigte die sowjetische 51. Armee an der Landenge von Perekop, wo ein tiefgestaffeltes Verteidigungssystem geschaffen worden war.
Der Angriff auf Perekop begann nach Aufschließen des XXX. Armeekorps am 24. September, mit der 73. I.D. auf dem rechten und der 46. Infanterie-Division am linken Flügel rückte das LIV. A.K. in das fast völlig ebene Gelände der sowjetischen Verteidigung vor. Obwohl durch starken Artillerie- und Luftbombardements der Luftflotte 4 ausgesetzt, wies die sowjetische Verteidigung noch ein starkes Graben- und Tunnelsystem auf, das die Orte Armjansk und Preobraschenka verband und durch das die sowjetische Infanterie geschützt an Nachschub gelangen konnte. Darüber hinaus befand sich am Hals der Landenge ein befestigter Graben, der seit jeher als Tatarenwall bezeichnet wurde.  Der deutsche Vorstoß am Tatarenwall nördlich von Armjansk dauerte drei Tage. Der etwa 20 bis 15 Meter tiefe Graben war die Hauptverteidigungslinie der Sowjets und wurde von der sowjetischen 156., 271. und 276. Schützendivision gehalten. Unter dem Schutz von Nebelwerfern rückten deutsche Verbände vor und setzten Sprengladungen und Handgranaten gegen die sowjetischen Schützengräben und Bunker ein.
Die Situation wurde durch einen Gegenangriff der sowjetischen Südfront, der zwischen dem Dnjepr und dem Asowschen Meer erfolgte, noch komplexer. Die sowjetische 9., 12. und 18. Armee leitete am 26. September die Schlacht am Asowschen Meer ein. Diese Offensive erzielte beachtliche Anfangserfolge und brach an mehreren Stellen bei der rumänischen 3. Armee durch. Um die Lage zu stabilisieren, musste das deutsche XXXXIX. Gebirgskorps, unterstützt von Einheiten  eingreifen, die überdehnte sowjetische Front konnte mit Unterstützung der Panzergruppe Kleist umzingelt werden, große Teile der sowjetischen 9. und 18. Armee wurden abgeschnitten. Der sowjetischen 12. Armee gelang es zwar, der Falle zu entkommen, aber die Rote Südfront hatte etwa 65.000 Gefangene verloren.
Am 16. Oktober löste die 22. I.D. die 46. I.D. an der Landenge von Juschun ab, von links nach rechts war die 22., 73., 46. und Teile der 170. Infanterie-Division zum Durchbruch  aufmarschiert, dahinter wurde die 72. und 50. Infanterie-Division als Reserve bereitgestellt.
Am 25. Oktober war die deutsche Angriffsdynamik erschöpft, aber auch der sowjetische Widerstand hatte merklich nachgelassen. Die zwölf Schützendivisionen der sowjetischen 51. Armee waren bereits alle in den Kampf geworfen, keine Reserven mehr vorhanden. Die Deutschen konnten dann am 28. Oktober die sowjetische Verteidigungslinie südlich von Krasnoperekopsk überwinden und die ganze Verteidigung aufrollen. Nach schnellen Geländegewinnen der auf der Krim einbrechenden 11. Armee, konzentrierte sich die sowjetische Abwehr im November 1941 nur noch auf Sewastopol, Feodossija und Kertsch.
Im Dezember 1941 begann der erste deutsche Angriff auf Sewastopol, der von der sowjetischen Küstenarmee abgeschlagen werden konnte. Das LIV. Armeekorps (22., 24. und 132. I.D.) wurde zusammen mit dem XXX. A.K. (50. und 72. I.D.) auf Sewastopol angesetzt um die Hafenfestung im Handstreich zu erobern, blieb aber erfolglos. Während der folgenden Kämpfe um die Halbinsel Kertsch hielt das LIV. Korps die Blockade von Sewastopol alleine aufrecht. Mit der  22., 24., 50. und 72. Infanterie-Division und der rumänischen 1. Gebirgsbrigade war es unmöglich die Festungsfront von Sewastopol aufzubrechen, daher musste General Hansen den Winter in Beobachtung übergehen. Infolgedessen zogen sich die Truppen des LIV. Armeekorps auf die Kamyschly-Schlucht zurück. Am Ende des Jahres wurde das XXX. A.K. nach Kertsch abgezogen, Hansens Armeekorps (22., 24., 50 und Masse 72. I.D.) erhielt nur einige Ersatzbataillone.

### 1942
Die deutsche Logistik auf der Krim war im Winter 1941/42 noch immer schlecht organisiert, die deutschen Truppen hatten kaum ausreichend Nahrung, Treibstoff und Munition zur Verfügung. Für die 50.000 Pferde im AOK 11 gab es zu wenig Futter, deshalb wurden sie in das Logistikdepot von Cherson evakuiert, sodass die meisten Artilleriegeschütze von Hansen für die Dauer des Winters unbeweglich blieben. Im Unternehmen Störfang startete die 11. Armee im Mai 1942 den zweiten Großangriff auf die Festung Sewastopol: im Norden war das LIV. Korps (22., 24., 50. und 132. Infanterie-Division), im Zentrum das rumänische Gebirgskorps und im Süden das XXX. Korps angesetzt. Nachdem Anfang Juli die Überquerung der Swernaja-Bucht geglückt war, fiel die Festung. Im August 1942 sicherte das LIV. Korps mit der 50. I.D. in Sewastopol, die 170. I.D stand im Raum Simferopol, die 72. I.D. am südlichen Kap der Krim und bei Jalta. Die 28. Jäger- und die 4. Gebirgs-Division führten Säuberungskämpfe im Jaila-Gebirge durch.
Nachdem die 11. Armee im September 1942 zur Heeresgruppe Nord verlegt worden war, kämpfte das LIV. Korps an der südlichen Belagerungsfront der 18. Armee vor Leningrad. Im Oktober 1942 wurde das Korps kurzzeitig zur 11. Armee zurück versetzt, verblieb nach Auflösung des AOK 11 dann ab November 1942 endgültig bei der 18. Armee und schloss sich dem Belagerungsring um Leningrad an. Neben der altbewährten 170. I.D. waren dem im Raum Puschkin konzentrierten Korps die SS-Polizei-Division, die spanische 250. und die 5. Gebirgs-Division unterstellt.

### 1943
Am 20. Januar 1943 folgte Carl Hilpert Hansen als Korpsführer nach. Anfang April 1943 unterstanden dem Generalkommando neben der SS-Pol. Div. die 21., 24., 58. und 254. Infanterie-Division. Bis Oktober 1943 war dem Kommandierende General dann auch das XXVI. A.K. (General der Infanterie Ernst von Leyser) taktisch unterstellt, dessen Unterstützung beim schweren Abwehrkampf an der nördlichen Wolchow-Front (Schlüsselburger Frontvorsprung) erste Priorität hatte. Das Generalkommando wurde in dieser Zeit auch als Gruppe Hilpert bezeichnet.
Am 1. August 1943 wurde Hilpert als Korpsführer durch Otto Sponheimer abgelöst. Anfang Oktober waren dem Korps die 11., 24. und 225. Infanterie-, sowie die SS-Polizei-Division unterstellt.
Die Heeresgruppe Nord war durch mehrere sowjetische Großangriffe sowie Truppentransfers in andere Teile der Ostfront entscheidend geschwächt worden. Zwischen Juli 1943 und Januar 1944 verlor sie zwei Fünftel ihrer Truppen (etwa 18 Divisionen), welche an andere Sektoren der Ostfront geworfen werden mussten.

### 1944
Die Leningrader Front begann am 14. Januar die erfolgreiche Leningrad-Nowgoroder Operation und warf rund 900.000 Soldaten und 1.580 Panzer, unterstützt von 1.386 Flugzeuge gegen den Nordabschnitt der Heeresgruppe Nord. Die 18. Arme wurde zum Rückzug auf die Panther-Linie gezwungen, das LIV. A.K. bei Narva etabliert, damit endete die Belagerung von Leningrad nach mehr als 900 Tagen. Ab dem 27. Januar 1944 wurde das Generalkommando LIV. als Gruppe Sponheimer bezeichnet. Am 2. Februar 1944 besuchte Generaloberst Walter Model (vom  9. Januar bis 31. März Kommandeur der Heeresgruppe Nord) die Stellungen des Korps in der Region Narva. Bei dieser Gelegenheit wertete Model den Befehlsbereich des LIV. A.K auf und übertrug den Kommandierenden General Sponheimer das Kommando über alle Streitkräfte entlang der Narva, die direkt der Heeresgruppe Nord unterstellt wurden und somit einer Armee gleichgestellt waren. Der Großverband wurde dann am 23. Februar offiziell in Armeeabteilung Narva umbenannt, Sponheimer vom Kommando entbunden und durch Johannes Frießner ersetzt.

## Führung
Kommandierende Generale
- General der Kavallerie Erick-Oskar Hansen, 1. Juni 1941 bis 20. Januar 1943
- General der Infanterie Carl Hilpert, 20. Januar 1943 bis 1. August 1943
- General der Infanterie Otto Sponheimer, 1. August 1943 bis 23. Februar 1944